# David Koenig
David Koenig (* 1974 in Aachen) ist ein deutscher Fotokünstler.

## Leben und Wirken
Nach seiner Schulzeit und ersten Studiengängen besuchte Koenig die Parsons School of Design in New York City, die er 1999 mit dem Bachelor of Arts abschloss. Anschließend spezialisierte er sich ebenfalls in New York mit einem Studium am International Center of Photography auf Fotokunst und beendete dieses mit dem akademischen Grad eines Master of Arts.
Seitdem tritt Koenig mit thematisch gebündelten Fotoserien national und international in Erscheinung. Er war bisher mit Einzel- und Gruppenausstellungen unter anderem in Berlin, Köln, Aachen und auf der OSTRALE – Internationale Ausstellung für zeitgenössische Künste in Dresden vertreten sowie international beispielsweise in Knokke-Heist, Bandol, St. Moritz, Peking, Santa Monica und New York.
Im Jahr 2004 stand Koenig im Finale sowohl für den „Best of Photography Award“ als auch für den „Best of College Photography Award“ und war im Jahr 2008 ebenfalls Finalist beim Hasselblad Foundation Award.
Koenig versteht seine Kunst als Schnittstelle zwischen den technischen Möglichkeiten der Fotografie und der Malerei und lotet dabei die Grenzen der Fotografie aus, um die Menschen zum Nachdenken anzuregen und Assoziationen zu wecken. Einer seiner künstlerischen Schwerpunkte ist dabei die Architekturfotografie, die er 2012 in seiner umfangreichen Publikation Urban Elements zusammengefasst hat und die für den deutschen Fotobuchpreis nominiert wurde. 
Koenig lebt und arbeitet schwerpunktmäßig in Los Angeles, Aachen und Köln.

## Einzelausstellungen (Auswahl)
- 2005: Bekannt/Unbekannt, Krings-Ernst-Galerie, Köln
- 2008: Black and White, Wittgenstein Editions, Hongkong
- 2012: Dissolved, White Square Gallery Berlin
- 2015: Broken, Krings-Ernst-Galerie, Köln
- 2017: Wolkenkratzer, Galerie Freitag 18.30, Aachen

## Gruppenausstellungen (Auswahl)
- 2004: The windows at the Kimmel Center, New York University, USA
- 2010: l’Horizon vertical, Bandol-Festival, Bandol, Frankreich
- 2012 und 2013: OSTRALE Dresden und Adrian David Gallery Knokke, Belgien
- 2015: Figuration Liebre, Krings-Ernst-Galerie, Köln
- 2017: Ausstellungen im Santa Monica Art Studio, Santa Monica, im Museum of Contemporary Art in Peking und bei den Sankt Moritz Art Masters

## Schriften (Auswahl)
- Urban Elements, Verlag Frenchmann Kolon GmbH, 2012, ISBN 978-3864071157